# Hamilton Fish Kean
Hamilton Fish Kean (Elizabeth, 1862. február 27. – New York, 1941. december 27.) az Amerikai Egyesült Államok szenátora (New Jersey, 1929–1935).